# 비글보드
비글보드(BeagleBoard)는 OMAP3530을 기반으로 하는 단일 기판 컴퓨터의 일종이다. 저전력 오픈 소스 하드웨어로 텍사스 인스트루먼트 (TI)에서 디지키와의 제휴로 생산된다. 비글보드는 또한 설계부터 오픈 소스 소프트웨어 개발을 고려하였으며 잠재적인 고객이 TI OMAP 단일칩 시스템을 평가할 수 있는 기회도 제공하려는 목적도 가지고 있다. 교육용으로 전 세계 대학에서 오픈 소스 하드웨어와 오픈 소스 소프트웨어 역량을 키우기위해 소규모 팀에서 개발되었다. 또한 일반 대중에 크리에이티브 커먼스 동일조건변경허락 라이선스로 제공된다.

## 비글보드

### 기능
비글보드는 대략 75mm x 75mm 정도 크기이고 간단한 컴퓨터의 모든 기능을 가지고 있다. OMAP3530에는 ARM Cortex-A8 CPU (리눅스, RISC OS 또는 심비안 실행 가능. 안드로이드 이식 중), 고속 비디오 오디오 처리를 위한 TMS320C64x+ DSP, 2D 3D 그래픽 가속용 Imagination Technologies PowerVR SGX530 GPU (OpenGL ES 2.0 지원) 이 내장되어 있다. 비디오 출력은 별도의 S-비디오와 HDMI 커넥터로 제공된다. SDIO를 지원하는 SD/MMC 카드 슬롯, USB 온-더-고 포트, RS-232 직렬통신포트, JTAG 커넥터, 오디오 입출력용 3.5mm 스테레오 잭 두개가 제공된다.
내장 메모리는 PoP 칩으로 제공되며 256MB 낸드플래시 메모리와 256MB 램(예전판에는 128MB)이 들어 있다. 매스웍스 매트랩/시뮬링크 생성 코드도 사용할 수 있다.

### C4 개정판 명세
- 패키지 온 패키지 PoP CPU/Memory 칩
  - TI OMAP3530 처리장치
    - 720MHz ARM Cortex-A8 코어
    - HD 가능 TMS320C64x+ 코어 (520MHz 최대 720p 초당 30 프레임)
    - 이매지네이션 테크놀로지 파워VR SGX 2D/3D 그래픽 처리장치. 독립 화면 2개 지원

  - 메모리
    - 256 MB LPDDR 램
    - 256 MB NAND 플래시 메모리

- 외부 연결 커넥터
  - DVI-D (소형 HDMI 연결장치. 최대해상도 1280 x 1024), S-비디오
  - USB OTG (소형 AB), USB, SD/MMC 카드 슬롯
  - 스테레오 입출력 잭
  - RS-232, JTAG
  - 5V 전원

- 개발
  - ROM 부트 코드
  - NAND 메모리, SD/MMC, USB, 직렬 연결을 통해 부팅 가능
  - 대체 부트 소스 단추
  - 안드로이드, 옹스트롬 리눅스, 페도라, 우분투, 젠투 리눅스, 아크 리눅스 ARM, 마에모 리눅스, 윈도 CE, 심비안, QNX, RISC OS 5 개발판 구동 테스트 완료

### 구성[10]
- PoP CPU/메모리 칩
  - OMAP3530 프로세서 - ARM Cortex-A8 코어 600MHz
  - TMS320C64x+ 코어 430MHz(최대 720p + 30fps, HD급 영상 지원)
  - OpenGL ES 2.0 지원, 초당 1000만 폴리곤 렌더링 가능 2D/3D 그래픽 가속기
  - LPDDR RAM 128MB
  - NAND 플래시 256MB

- 외부 연결 장치
  - DVI-D(소형 HDMI 연결 장치 - 최대 1280x1024), S-Video, USB OTG(소형 AB), USB, SD/MMC 카드 슬롯
  - 스테레오 입출력 잭 플러그 소켓
  - RS232 직렬 포트
  - JTAG 연결 장치
  - 전원 소켓(5V 배럴커넥터형)

- 개발
  - ROM에 저장되는 부트 코드
  - NAND 메모리, SD/MMC, USB, 직렬 연결 장치 등에서 부팅 가능
  - 대체 부트 소스 단추
  - 안드로이드, 옹스트롬 리눅스, 우분투, 젠투 리눅스, 마에모 리눅스, 윈도 CE, RISC OS 5 개발판 구동 테스트 완료

## 비글본
2011년 10월 말에 발표된 비글본은 확장지향 개발보드로 720MHz 시타라 ARM 코텍스-A8, 256 MB 램, 46핀 확장 커넥터 한쌍, 내장 이더넷 포트, 마이크로 SD 슬롯, USB 호스트 포트, 저수준 직렬 제어와 JTAG 하드웨어 디버그 연결을 포함하는 다목적 장치 포트를 가지고 있어 JTAG 에뮬레이터가 필요 없다. 비글본의 초기 가격은 미화 $89로 책정되었다.
매스웍스 매트랩/시뮬링크에서 공식적으로는 아직 지원하지 않으나, 비글보드 xM 지원 패키지로 사용 가능한 것으로 알려져 있다.

### 명세[12]
- AM335x
  - 720MHz ARM 코텍스 - A8 프로세서
  - SGX530 GPU
  - ARM Cortex-M3 전력 제어
- 메모리
  - LPDDR1/DDR2/DDR3
- 외부 연결
  - USB 클라이언트: 전력, 디버그, 장치
  - USB 호스트
  - 이더넷
  - 2x 46핀 헤더: 2x I2C, 5x UART, I2S, SPI, CAN, 66x 3.3V GPIO, 7x ADC

### 캐이프
캐이프는 비글본의 확장 보드로 46핀 커넥터 쌍 위에 한번에 최대 4장까지 쌓아올릴 수 있다. 2012년 중반 여러 종류가 발표되어 있다:
- 7" x 5" LCD 화면
- DVI-D
- 수평 연결 캐이프
- 빵판 캐이프
- CAN 버스 캐이프
- RS232 캐이프
- 전지 캐이프

46핀 확장 헤더를 통해 프로세서의 신호선 가운데 대부분에 접근할 수 있지만 사용하기 위해서는 추가 하드웨어가 필요하다. 캐이프가 이 추가 하드웨어이다. 핀의 신호선 하나를 공유하는 신호가 많으므로 동시에 사용할 수 있는 인터페이스의 수는 제한된다.

## 비슷한 제품
- 판도라: OMAP3530을 사용하는 휴대용 게임기
- 검스틱스 오베로: OMAP3503 또는 OMAP3530을 사용하는 단일 기판 컴퓨터
- 오스왈드: OMAP3530을 사용. 오레곤주립대학 컴퓨터공학과 학생들이 개발.
- EBV 비글보드: EBV일렉트로닉에서 만든 비글보드 유사품
- 엠파워테크놀로지 EMP3503, EMP3530 단일 기판 컴퓨터: LEO 구동(RTOS)
- IGEPv2: 더 많은 RAM, 내장 블루투스 및 Wi-Fi, USB 호스트, 이더넷 잭을 탑재한 기판
- 판다보드: OMAP4430 또는 OMAP4460 (판다보드 ES) 채용 저전력 저가 단기판 컴퓨터.[15][16]
- 폭스 보드: 가로 66mm, 세로 72mm의 리눅스 시스템. OMAP3 기반은 아님.
- 호크 보드: OMAP L138 (ARM 9 & C674x 부동소수점 DSP) 채용 저전력 저가 단기판 컴퓨터